# Contromovimento
Il termine contromovimento si riferisce generalmente a una risposta collettiva o organizzata che si oppone o contrasta una tendenza, un'idea o una forza sociale prevalente. Viene spesso utilizzato in vari contesti, come i movimenti sociali, i movimenti politici o i cambiamenti culturali.
Nel contesto dei movimenti sociali o politici, un contromovimento nasce tipicamente in risposta a un movimento o a un'ideologia esistente, con l'obiettivo di sfidare, resistere o invertire i suoi effetti. L'opposizione può assumere varie forme, tra cui proteste, campagne di sensibilizzazione, cambiamenti politici o espressioni culturali che contrastano con la narrazione dominante.
I contromovimenti possono essere guidati da individui o gruppi che si sentono emarginati, privi di diritti o colpiti negativamente dalle idee o dai cambiamenti sostenuti dal movimento originale. Le dinamiche tra un movimento e il suo contro-movimento possono plasmare il discorso e la direzione del cambiamento sociale e culturale.

## Esempi
Le interazioni tra movimenti, in cui il governo non è sempre coinvolto, stanno diventando sempre più comuni. Esempi negli Stati Uniti includono movimenti e contro-movimenti di aborto, parità dei diritti, i diritti degli omosessuali, i diritti degli animali, il controllo delle armi, il fumo di sigaretta, l'uso della marijuana, il razzismo, la pornografia, i libri di testo scolastici, i diritti linguistici, l'energia nucleare e le politiche ambientali. In America centrale, i movimenti di destra e di sinistra spesso si scontrano, con il governo che gioca un ruolo minore. In Europa occidentale, i movimenti nazionalisti sono confrontati da campagne antirazziste, cercando entrambi di ottenere il sostegno dei partiti politici tradizionali e del governo.

## Origine dei contromovimenti
Quando c'è un movimento sociale di importanza politica, di solito esso genera opposizione da interessi o ideologie contrapposte.  La nascita di opposizione ai movimenti prevalenti dipende dai cambiamenti nel contesto politico più ampio, compresi i cambiamenti negli accordi istituzionali, nelle norme culturali e nei contesti politici (i sociologi chiamano questi fattori "strutture di opportunità politica"). Questi cambiamenti influenzano in modo significativo la mobilitazione di gruppi in opposizione ai movimenti sociali o politici esistenti.
Talora l'opposizione inizia a usare tattiche sociali fino a creare un vero e proprio contromovimento. Le persone si uniscono ai movimenti (o contromovimenti) quando pensano che sia necessario ed efficace. Gli Stati liberali consentono e favoriscono il sorgere di movimenti sociali e politici. Le stesse condizioni favoriscono il nascere di contromovimenti. Se le persone credono che i loro sforzi non avranno importanza o che il governo si occuperà di tutto, potrebbero non mobilizzarsi. Il fatto che gruppi utilizzino sempre più spesso le tattiche dei movimenti per opporsi l'uno all'altro suggerisce che gli Stati non possono sempre risolvere completamente i conflitti sociali e politici.
Le dinamiche tra movimenti e contromovimenti sono complesse. Essi si influenzano a vicenda. Quando un gruppo vuole perseguire un cambiamento sociale o politico, le possibilità che ha di farlo non sono casuali, ma dipendono da ciò che fanno gli altri gruppi sociali nel medesimo contesto. Il cambiamento politico è un processo continuo, con gruppi che provano sempre nuovi modi per ottenere ciò che vogliono. Il cambiamento politico è guidato dai costanti tentativi dei vari contendenti di migliorare le loro posizioni relative di potere e di controllo sulle risorse materiali e ideologiche. Questa contestazione reciproca genera nuove idee e a volte queste nuove idee prendono piede e si diffondono ad altri gruppi. Tuttavia, una volta che la contestazione e competizione tra gruppi contrapposti imbocca certe strade, queste indirizzano i cambiamenti futuri possibili: nuove opportunità di cambiamento si presentano solo grazie al percorso specifico che è stato intrapreso.